# 家久駅
家久駅（いえひさえき）は、福井県越前市家久町にある、福井鉄道福武線の駅である。駅番号はF3。

## 歴史
- 1924年[1]（大正13年）2月23日：福武電気鉄道の開通に伴い開業[2][3][4]。
  - 文献によっては、開業日を1935年（昭和10年）10月1日とするものがある[5][6]。
- 1945年（昭和20年）8月1日：福井鉄道設立に伴い、同社の福武線の駅となる[2]。
- 1969年（昭和44年）7月1日：駅業務を廃止、無人化（無人駅）[6]。
- 2013年[1]（平成25年）1月19日：駅舎改修の完成式典が行われる[7]。

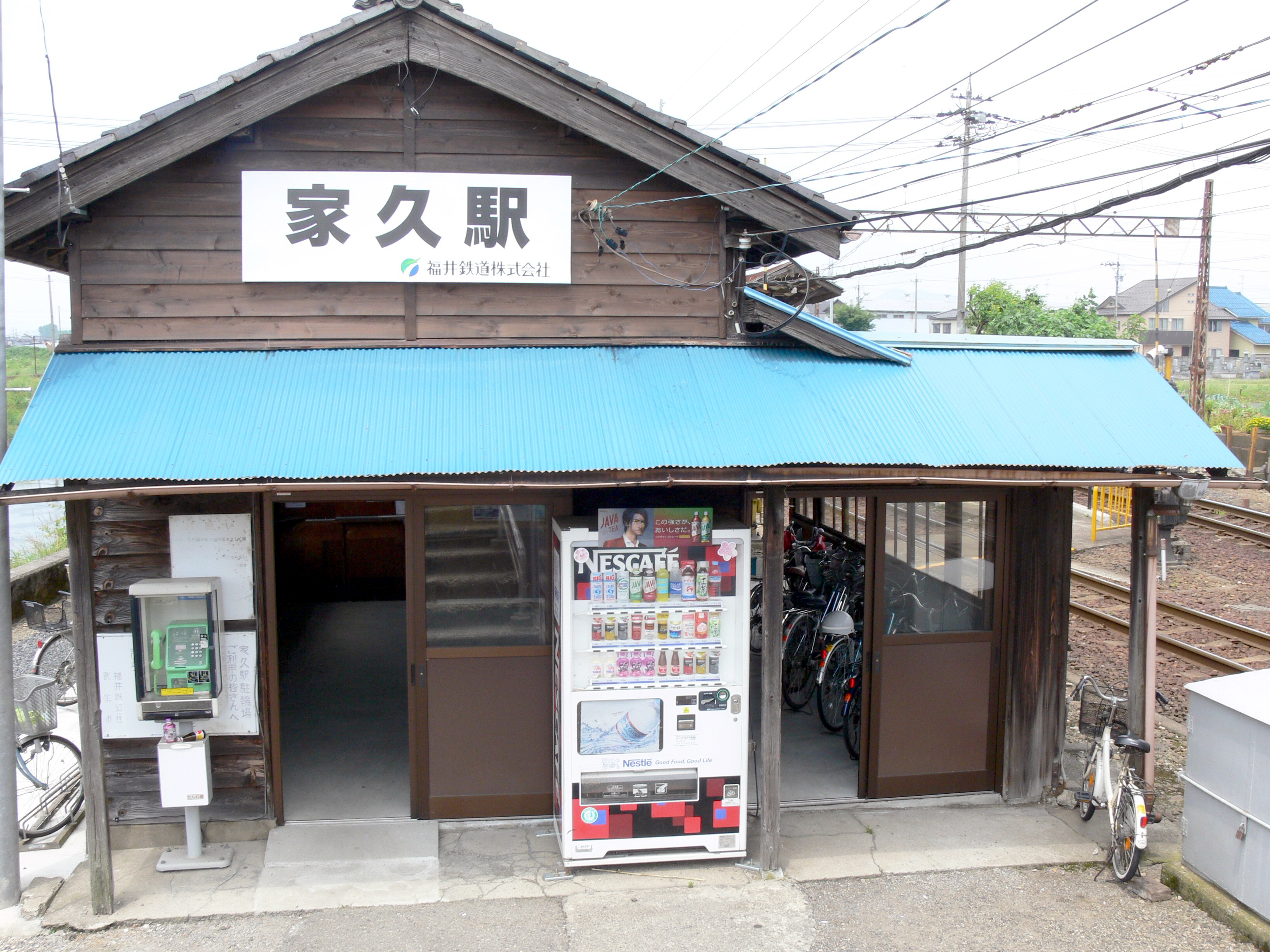
改修前の駅舎（2009年6月）

## 駅構造
島式ホーム1面2線を有する地上駅で無人駅である。待合室を併設した木造平屋建ての駅舎があり、ホームへは構内踏切で結ばれている。ホームの屋根の支柱には古レールが使用されている。また、当駅は福井鉄道の駅で唯一右側通行となっている。
| のりば | 路線                                 | 方向 | 行先                         |
| ------ | ------------------------------------ | ---- | ---------------------------- |
| 西側   | ■福武線 （フェニックス田原町ライン） | 上り | たけふ新方面                 |
| 東側   | ■福武線 （フェニックス田原町ライン） | 下り | 福井駅・田原町・鷲塚針原方面 |

## 利用状況
- 家久駅の利用状況の変遷は下表の通り[9]。
  - 輸送実績（乗車人員）の単位は人であり、年度での総計値を示す。年度間の比較に適したデータである。
  - 乗降人員調査結果は任意の1日における値（単位：人）である。調査日の天候・行事等の要因によって変動が大きいので年度間の比較には注意を要する。
  - 表中、最高値を赤色で、最高値を記録した年度以降の最低値を青色で、最高値を記録した年度以前の最低値を緑色で表記している。

| 年 度              | 当駅分輸送実績（乗車人員）：人／年度 | 当駅分輸送実績（乗車人員）：人／年度 | 当駅分輸送実績（乗車人員）：人／年度 | 当駅分輸送実績（乗車人員）：人／年度 | 乗降人員調査結果 人／日 | 乗降人員調査結果 人／日 | 特 記 事 項 |
| ------------------ | ------------------------------------ | ------------------------------------ | ------------------------------------ | ------------------------------------ | ----------------------- | ----------------------- | ----------- |
| 年 度              | 通勤定期                             | 通学定期                             | 定期外                               | 合 計                                | 調査日                  | 調査結果                | 特 記 事 項 |
| 1989年（平成元年） |                                      |                                      |                                      | 92,353                               |                         |                         |             |
| 1990年（平成2年）  |                                      |                                      |                                      | 86,975                               |                         |                         |             |
| 1991年（平成3年）  |                                      |                                      |                                      | 73,494                               |                         |                         |             |
| 1992年（平成4年）  |                                      |                                      |                                      | 66,320                               |                         |                         |             |
| 1993年（平成5年）  |                                      |                                      |                                      | 67,464                               |                         |                         |             |
| 1994年（平成6年）  |                                      |                                      |                                      | 60,899                               |                         |                         |             |
| 1995年（平成7年）  |                                      |                                      |                                      | 52,515                               |                         |                         |             |
| 1996年（平成8年）  |                                      |                                      |                                      | 44,272                               |                         |                         |             |
| 1997年（平成9年）  |                                      |                                      |                                      | 36,624                               |                         |                         |             |
| 1998年（平成10年） |                                      |                                      |                                      | 36,568                               |                         |                         |             |
| 1999年（平成11年） |                                      |                                      |                                      | 40,674                               |                         |                         |             |
| 2000年（平成12年） |                                      |                                      |                                      | 41,549                               |                         |                         |             |
| 2001年（平成13年） |                                      |                                      |                                      | 32,976                               |                         |                         |             |
| 2002年（平成14年） |                                      |                                      |                                      | 29,493                               |                         |                         |             |
| 2003年（平成15年） |                                      |                                      |                                      | 28,939                               |                         |                         |             |
| 2004年（平成16年） | 3,570                                | 5,643                                | 16,304                               | 25,517                               |                         |                         |             |
| 2005年（平成17年） |                                      |                                      |                                      | 26,699                               |                         |                         |             |
| 2006年（平成18年） |                                      |                                      |                                      |                                      |                         |                         |             |
| 2007年（平成19年） | 3,720                                | 6,030                                | 14,999                               | 24,749                               |                         |                         |             |
| 2008年（平成20年） |                                      |                                      |                                      |                                      |                         |                         |             |
| 2009年（平成21年） |                                      |                                      |                                      |                                      |                         |                         |             |

## 駅周辺
- 当駅は越前市内北部の住宅地に位置している。
- 1965年から2025年まで、 福井県立武生商工高等学校商業キャンパス（旧・福井県立武生商業高等学校）の最寄り駅であったが、同校の旧工業キャンパスへ統合されている。

## バス路線
- 越前市市民バス
  - 吉野・大虫ルート　片屋町南行き （月・木の運行、1日2往復のみ）

## 隣の駅
福井鉄道
■福武線
■臨時急行
通過
■急行
北府駅 (F1) - 家久駅 (F3) - 西鯖江駅 (F5)
■区間急行・■普通
スポーツ公園駅 (F2) - 家久駅 (F3) - サンドーム西駅 (F4)